# 부여 함양박씨 재실
부여 함양박씨 재실은 충청남도 부여군 부여읍에 있다. 1995년 6월 1일 부여군의 향토문화유산 제17호로 지정되었다.

## 개요
부여와 공주의 군계인 신정리에 야산을 배경으로 남향하여 위치하고 있는 이 영모제는 원래는 참봉공 박문필의 부인인 숙부인 평창이씨와 그의 자손들의 산소 앞에 제실로 세워진 건물이다.
영모제의 전체 배치는 지세에 따라 야산을 3단으로 정지하여 제일 아랫단인 입구쪽으로 면하여 정면 9칸, 측면 2칸의 문간채를 들였는데 정면 9칸중 중앙간에는 제실로 들어가는 중문을, 그리고 그 좌, 우편에는 4간씩의 翼室을 각각 들여 청지기방나 庫房으로 사용한 듯 하나 지금은 부분적으로 개조하여 살림집으로 이용하고 있다.
둘째단 좌측편에는 큰댁이 살았던 곳으로 알려지고 있는 ㄱ자형의 안채가 있고 그 우측편에는 작은댁이 살았던 ―자형의 사랑채가 있으며, 제일 높은 3단째에는 영모제가, 그리고 그 뒤편 능선에는 많은 산소들이 들어서 있다. 